# Hélio Quaglia Barbosa
Hélio Quaglia Barbosa (25 novembre 1941 - 1er février 2008), est un juriste brésilien, qui servit la Cour supérieure de justice, qui se trouve être la plus grande cour d’appel du Brésil pour les affaires non constitutionnelles.
Barbosa est décédé à l'âge de 66 ans le 1er février 2008 à São Paulo (Brésil), à cause de multiples organes en état de dysfonctionnements.